# Modestas
Modestas ist ein litauischer männlicher Vorname, abgeleitet von Modestus. Die weibliche Form ist Modesta.

## Personen
- Modestas Kaseliauskas (* 1974), Verwaltungsjurist
- Modestas Pitrėnas (* 1974), Dirigent